# Biennale di Berlino
Biennale di Berlino, biennale d'arte contemporanea, è stata fondata il 26 marzo 1996 da Klaus Biesenbach, direttore del KW Institute for Contemporary Art, spazio per l'arte contemporanea fondato il 1º luglio 1991 nel Berlin-Mitte.

## Edizioni
- 1998 - La prima edizione[3] ebbe luogo dal 30 settembre al 30 dicembre 1998. Fu curata da Klaus Biesenbach con Hans-Ulrich Obrist e Nancy Spector.
- 2001 - La seconda edizione[4] dal titolo "Beyond the self" ebbe luogo dal 20 aprile fino al 20 luglio 2001 con 50 artisti partecipanti da 30 paesi diversi. Fu curato da Saskia Bos[5] con la vice Waling Boers.
- 2004 - La terza edizione[6] della Biennale di Berlino ebbe luogo dal 14 febbraio al 18 aprile 2004. La curatrice fu Ute Meta Bauer[7].
- 2006 - La quarta edizione[8] della Biennale di Berlino ebbe luogo dal 25 marzo al 5 giugno 2006. Il team di curatori della quarta edizione fu composto da Massimiliano Gioni (direttore della Fondazione Nicola Trussardi di Milano), Ali Subotnik (curatrice indipendente di New York) e l'artista Maurizio Cattelan. Il progetto espositivo, dal titolo Di uomini e di topi non si è sviluppato attorno ad una tematica, ma attraverso il concetto di luogo: gli interventi artistici site-specific si sono infatti dislocati lungo Auguststrasse, la via dove si trova il Kunst Werke, e hanno preso posto per strada, negli appartamenti privati, nella moschea, nell'ufficio postale, nel cimitero.
- 2008 - La quinta edizione[9] dal titolo "When Things Cast No Shadow" fu curata da Adam Szymczyk e Elena Filipovic[10] nella primavera del 2008 dal 5 aprile al 15 giugno.
- 2010 - La sesta edizione[11] dal titolo "What is waiting out there" ebbe luogo dall'11 giugno fino all'8 agosto 2010 . La curatrice fu Kathrin Rhomberg[12].
- 2012 - La settima edizione[13] dal titolo "Forget Fear" ebbe luogo dal 27 aprile al 1º luglio 2012 e fu curata da Artur Żmijewski[14].
- 2014 - L'ottava edizione[15] ebbe luogo dal 29 maggio al 3 agosto 2014 e fu curata da Juan A. Gaitán[16] con Tarek Atoui, Natasha Ginwala, Catalina Lozano, Mariana Munguía, Olaf Nicola e Danh Vo.
- 2016 - La nona edizione[17] dal titolo "The Present In Drag" ebbe luogo dal 4 giugno al 18 settembre 2016 e fu curata dal team composto da Lauren Boyle, Solomon Chase, Marco Roso e David Toro.
- 2018 - La decima edizione[18] dal titolo "We Don't Need Another Hero" ebbe luogo dal 9 giugno al 9 settembre 2018 e fu curata da Gabi Ngcobo[19] con Nomaduma Rosa Masilela, Yvette Mutumba, Serubiri Moses e Thiago de Paula Souza.
- 2020 - La undicesima edizione[20] dal titolo "The Crack Begins Within" ebbe luogo dal 5 settembre al 1º novembre 2020  e fu curata dal team composto da Maria Berrios, Renato Cervetto, Lisette Legnado e Augustin Pérez Rubio[21].
- 2022 - La dodicesima edizione[22] dal titolo "Still Present!" ebbe luogo dall'11 giugno al 18 settembre 2022  e fu curata da Kader Attia con Ana Teixeira Pinto, Noam Segal, Đỗ Tường Linh, Rasha Salti, Marie Helene Pereira.